# Бейн, Джон (футболист, 1854)
Джон Бейн (англ. John Bain; 15 июля 1854 — 7 августа 1929) — английский футболист. Выступал за футбольный клуб «Оксфорд Юниверсити», провёл 1 матч за национальную сборную Англии.

## Биография
Уроженец Ботуэлла (Ланкашир) в семье шотландцев Джозефа Бейна и Шарлотты Пайпер. Окончил школу Шерборн и Винчестерский колледж, затем поступил в Новый колледж Оксфордского университета.
После окончания университета работал барристером. Также преподавал в колледже Марлборо.

## Футбольная карьера
Выступал «Оксфорд Юниверсити» — за футбольную команду университета. В сезоне 1876/77 помог команде дойти до финала Кубка Англии, в котором «Оксфорд Юниверсити» проиграл клубу «Уондерерс».
3 марта 1877 года провёл свою единственную игру за национальную сборную Англии в матче против сборной Шотландии на стадионе «Сарри Крикет Граунд» в Лондоне. Англичане проиграли в том матче со счётом 1:3. Бейн стал первым игроком сборной Англии, родившимся в Шотландии.

## Достижения
«Оксфорд Юниверсити»
- Финалист Кубка Англии: 1877